# Leone Azzali
Leone Azzali (Biella, 7 gennaio 1880 – 1º gennaio 1963) è stato un politico italiano.

## Biografia
Impiegato statale, esponente del Partito Repubblicano Italiano. Fu candidato alle elezioni per l'Assemblea Costituente del 2 giugno 1946 nella Circoscrizione Roma-Viterbo-Latina-Frosinone: risultò il secondo dei non eletti nella lista del PRI, ma dopo la morte di Girolamo Grisolia e poi di Bruno Bernabei, venne proclamato deputato il 15 gennaio 1948, rimanendo quindi in carica per gli ultimi 16 giorni della Costituente.
Morì il giorno di Capodanno del 1963, sei giorni prima di compiere 83 anni.